# Третьяков, Яков Адамович
Яков Адамович Третьяков (10 [23] октября 1916, Зябровка, Могилёвская губерния — 4 декабря 1985, Амурская область) — наводчик орудия 1955-го истребительно-противотанкового артиллерийского полка, старшина.

## Биография
Родился 10 (23) октября 1916 года в селе Зябровка (ныне — Гомельского района Гомельской области) в крестьянской семье. Белорус. Член ВКП/КПСС с 1943 года. Окончил 7 классов. Работал трактористом в колхозе «Весёлый труд», бригадиром полеводческой бригады в Мазановском районе Амурской области.
В Красной Армии с июля 1941 года. На фронте в Великую Отечественную войну с апреля 1942 года. Воевал на Западном, Брянском, Центральном, 1-м и 2-м Белорусских фронтах.
Наводчик орудия 1955-го истребительно-противотанкового артиллерийского полка младший сержант Третьяков с боевым расчётом 23 декабря 1943 года в бою за населённый пункт Гадиловичи разбил 3 блиндажа и дзот, подавил 5 пулемётных точек, уничтожил до двух взводов вражеской пехоты. Приказом по бригаде № 128 от 9 февраля 1944 года младший сержант Третьяков Яков Адамович награждён орденом Славы 3-й степени.
Старший сержант того же полка и бригады Третьяков 14 января 1945 года в бою в районе города Бялобжеги, заменив выбывшего из строя командира взвода, нанёс противнику значительные потери в живой силе и боевой технике. Взводом было уничтожено более 20 противников, разрушен дзот, подавлены несколько огневых точек. 4 марта 1945 года приказом № 481 командующего 5-й ударной армии старший сержант Третьяков Яков Адамович награждён орденом Славы 2-й степени.
Старшина Третьяков с расчётом в боях на подступах к Берлину уничтожил более 10 автоматчиков, поразил противотанковое орудие, подавил несколько миномётов. В бою за город Меглин уничтожил 2 бронетранспортёра, противотанковое орудие, захватил продовольственный склад.
Указом Президиума Верховного Совета СССР от 15 мая 1946 года за мужество, отвагу и героизм, старшина Третьяков Яков Адамович награждён орденом Славы 1-й степени.
В 1946 году демобилизован. Работал в колхозе на родине счетоводом и бухгалтером. В начале 60-х годов переехал в село Белоярово Мазановского района Амурской области. Умер 4 декабря 1985 года.
Награждён орденами Славы 1-й, 2-й и 3-й степени, Отечественной войны 1-й степени, Красной Звезды, медалями.